# Inflamació
|  | Aquest article tracta sobre la inflamació en Medicina i/o Biologia. Vegeu-ne altres significats a «inflamació física». |

La inflamació o edema és la forma de manifestar-se de moltes malalties. Es tracta d'una resposta inespecífica enfront de les agressions del medi i està generada pels agents inflamatoris. La resposta inflamatòria sorgeix amb un fi defensiu d'aïllar i destruir l'agent nociu, així com reparar el teixit o òrgan danyat. La inflamació es denomina en medicina amb el sufix -itis (faringitis, laringitis, colitis, etc.). El problema més gran que sorgeix de la inflamació és que la defensa es dirigisca tant cap a agents nocius com a no nocius, provocant danys en teixits o òrgans sans.

## Agents inflamatoris
La inflamació pot tenir orígens diversos. Pot estar causada per agents vius, com ara bacteris, virus, paràsits o fongs; per agents físics, com ara radiacions —entre les quals les radiacions ultraviolades— el fred o la calor; per agent físics, com ara verins o toxines. Els traumatismes i cossos estranys causen també inflamació, com també la causen alteracions vasculars —per exemple les que produeixen isquèmia— i alteracions immunitàries—per exemple les respostes d'hipersensibilitat.}

## Evolució històrica
En les primeres civilitzacions hi ha testimonis del seu coneixement i la seua curació. A Grècia i Roma hi ha escrits d'Hipòcrates i de Cels que en parlen. Cels descriu els tres signes que caracteritzen la inflamació: «tumor, rubor i calor». El tumor és l'augment de grandària degut a l'edema. El rubor és l'enrogiment causat per la vasodilatació. I la calor és l'augment de la temperatura de la zona inflamada; és causada per la vasodilatació i l'augment del consum local d'oxigen.
Clàssicament se cita el dolor com a primer signe d'una tètrada, però el dolor és un símptoma a causa del seu caràcter subjectiu, mentre que la resta són signes, pel seu caràcter objectiu.
A l'Edat Mitjana la inflamació es considerà càstig diví. Al segle xviii Hunter fou el primer a definir-la com a reacció de defensa. Al segle xix Cohnheim investigà la inflamació en animals vius i amb el microscopi òptic. Al segle xx Metxnikov descobrí la fagocitosi.
Lewis descobrí els mediadors químics de la inflamació, els quals anomenà H, i definí la triple resposta davant l'agressió que consistia en eritema central, inflor i eritema perifèric.
A la segona meitat del segle xx es caracteritza la inflamació des d'un punt de vista molecular. Es descobreixen molècules els nivells de les quals augmenten fortament ela resposta inflamatòria.
Depenent de les característiques temporals de la inflamació, es defineixen dos tipus de resposta: inflamació aguda i inflamació crònica.

## Inflamació aguda
En la inflamació aguda es distingeixen tres punts clau: canvis hemodinàmics, alteració de la permeabilitat vascular i modificacions leucocitàries.

### Canvis hemodinàmics en el calibre i en el flux
Després d'un període inconstant i transitori de vasoconstricció arteriolar, es produeix vasodilatació i hiperèmia activa (obertura de nous capil·lars en la zona de la lesió que produeix un augment de flux) que causa enrogiment i augment de la temperatura. Després es produeix un període d'hiperèmia passiva en la qual disminueix el flux per un augment de la permeabilitat microvascular amb extravasació de líquid i augment de la viscositat sanguínia als vasos de menor calibre, que és el que es denomina estasi (paràlisi total del flux).
A mesura que evoluciona l'estasi, es va produint l'orientació perifèrica (marginació) dels leucòcits, que s'adhereixen a l'endoteli, travessen la paret vascular i es dirigeixen a l'interstici.

### Alteració de la permeabilitat vascular
S'alteren les bases morfològiques de l'endoteli per acció dels mediadors químics. Generalment es produeix a les vènules.
En condicions normals l'endoteli no permet l'eixida de proteïnes i l'intercanvi es produeix per pinocitosi, però quan s'altera la permeabilitat, es troben alterades les unions cel·lulars i les càrregues negatives de la membrana basal.
Majno i Palade van veure obertures entre les cèl·lules que no es trobaven trencades. Açò ocorre perquè les substàncies de la inflamació provoquen la contracció brusca dels filaments d'actina i miosina de les cèl·lules endotelials que es retrauen. Després el citoesquelet es reorganitza per a mantenir la contracció durant més de temps.
Les substàncies inflamatòries han de dissoldre la membrana basal d'aquestes obertures.
El focus central són les vènules, però si és molt intens assoleix els capil·lars i es produeix extravasació per ruptura.
Als casos en què la inflamació resulta patològica es produeix necrosi dels teixits i vasos.

#### Bases anatòmiques
La resposta immediata es produeix per contracció de les cèl·lules endotelials i eixamplament de la unió intercel·lular. Afavorit tot açò per substàncies com la histamina, la bradiquinina i els leucotrens. S'anomena resposta immediata prolongada quan hi ha lesió endotelial directa amb necrosi i despreniment de les cèl·lules endotelials per excés d'agent inflamatori als vasos.
En la resposta tardana hi ha una reorganització del citoesquelet (retracció endotelial) i obertura de les unions intercel·lulars afavorida per substàncies com la interleucina-1 (IL-1), l'interferó-γ (IFN-γ) o el factor de necrosi tumoral (TNF).

#### Mediadors químics
Els mediadors químics de la inflació són substàncies poden tenir efectes autocrins, paracrins o endocrins. Poden estar presents al plasma i han de ser activats per a exercir la seua funció. També poden estar a les cèl·lules on romanen emmagatzemats sent secretades o sintetitzades de nou en resposta a un estímul. Aquestes cèl·lules són principalment les plaquetes, els polimorfonuclears, monòcits, macròfags i mastòcits.
Una volta alliberats i activats, els mediadors químics tenen una vida mitjana molt curtaa causa del seu efecte tòxic i la majoria tenen efectes secundaris perjudicials com és la destrucció de teixits, convertint-se així la inflamació en una autoagressió.

##### Amines vasoactives
- Histamina: es troba a cèl·lules cevades, basòfils i plaquetes emmagatzemats en grànuls que secreten, enfront d'agents inflamatoris, molècules del complement (C3a, C5a), proteïnes lisosomals, IL1, IL8. La histamina és el principal catalitzador de la fase aguda; els seus efectes són la vasodilatació d'arterioles i vènules i l'alteració de la permeabilitat a les vènules.

- Serotonina: emmagatzemada a cèl·lules enterocromoafins, plaquetes i cèl·lules del sistema nerviós. El seu alliberament es produeix gràcies al factor activador de plaquetes (PAF). Les seues accions són molt semblants a les de la histamina.

##### Proteases plasmàtiques
- Sistema del complement: pot activar-se per la via clàssica o per la via alternativa alliberant-se els factors del complement que tenen com a missió principal vasodilatar la zona de la inflamació i l'alliberament de substàncies com la histamina o els leucotriens, així com produir l'adhesió i quimiotaxi dels leucòcits que activa. També afavoreix la fagocitosi.

- Quinines: s'activen junt amb la cascada de la coagulació. Promouen l'augment de la permeabilitat vascular, la contracció del múscul llis i el dolor.

- Sistema de coagulació: en activar-se, es promou un augment de la permeabilitat, quimiotaxi, adherència i proliferació de fibroblasts.

##### Metabòlits de l'àcid araquidònic
- Prostaglandines: PGE2, PGI2, PGD2 que produeixen vasodilatació, febre i dolor.
- Tromboxans A2 (TXA2): produeixen agregació plaquetària i vasoconstricció.
- Leucotriens LTC4, LTD2 y LTE4: produeixen vasoconstricció, augment de la permeabilitat i broncoespasmes.
- Leucotrié B4: que promou adherència leucocitària i quimiotaxi.

##### Constituents lisosomals dels leucòcits
- Proteases àcides: degraden bacteris i restes cel·lulars dins dels fagolisosomes.
- Proteases neutres: com per exemple col·lagenases, elastases, proteïnases…
- Proteases catiòniques: el fi de les quals és augmentar la permeabilitat, afavorir la quimiotaxi i activar els factors C3 i C5 del complement.

##### Citocines
TNF, IL-1, IL-6 són les principals citocines proinflamatòries. També són importants la IL8, MCP1, TFGB, PDCF i nombroses quimiocines. Tenen l'objectiu de promoure l'adherència leucocitària a l'endoteli, fomentar la síntesi de prostaglandines, la quimiotaxi i a més són factors de creixement dels fibroblasts i de l'endoteli, el que resulta important pel que fa a la necrosi tissular. Aquestes citocines proinflamatòries són inductores de la resposta de fase aguda, una reacció sistèmica a la inflamació aguda.
Resposta de fase aguda
La resposta de fase aguda és una reacció sistèmica a la inflamació aguda, induïda per mediadors químics com la IL-1, IL-6 i el TNF, produïts per macròfags i altres cèl·lules immunitàries. Té com a objectiu limitar el dany, eliminar l'agent agressor i iniciar la reparació tissular. Aquesta resposta inclou diversos canvis fisiològics i bioquímics:
- Producció hepàtica de proteïnes de fase aguda, com:
  - Proteïna C reactiva (PCR): opsonització i activació del complement.[2]
  - Fibrinogen: afavoreix la coagulació i influeix en la velocitat de sedimentació globular.
  - Sèrum amiloide A (SAA): reclutament de cèl·lules immunitàries.[3]
- Febre: induïda per IL-1 i IL-6 mitjançant la producció de prostaglandines a l'hipotàlem.
- Leucocitosi: augment del recompte de leucòcits circulants, principalment neutròfils.
- Redistribució de nutrients: com ferro i zinc, limitant-ne la disponibilitat per a patògens.[4]

##### D'altres
- Òxid nítric (NO).
  - Acció curta i local.
  - Produït a les neurones, als macròfags i a les cèl·lules endotelials.
  - És un factor relaxant de músculs llisos (vasodilatació).
  - En els macròfags les interleucines activen la NO-sintasa.
  - Quan s'allibera en quantitats incontrolades es produeix vasodilatació perifèrica i necrosi tissular.

- Factor activador de plaquetes (PAF). Es troba en neutròfils, eosinòfils, macròfags, mastòcits i també a les cèl·lules de l'endoteli vascular. Les seues accions són: vasoconstricció i broncoconstricció, adhesió leucocitària, quimiotaxi, degranulació, activació de la síntesi d'icosanoides.

- Radicals lliures d'oxigen (RLO). A baixes concentracions activen quimiocines, citosines i molècules d'adhesió leucocitària endotelial: augmenta la resposta inflamatòria.

### Modificacions leucocitàries
Els leucòcits fagociten els patògens, destrueixen els bacteris i els microorganismes, i degraden el teixit necròtic, però també poden prolongar la lesió tissular en alliberar enzims, d'altres mediadors químics i radicals lliures d'oxigen. Les fases de les modificacions leucocitàries són:

#### Marginació i adherència a les cèl·lules endotelials
Quan el flux de les vènules és normal, els leucòcits es desplacen a les parets del vas, ja que disminueixen les forces de cisallament. Després s'adhereixen a l'endoteli transitòriament (rodament) fins que arriben a un punt en què ho fan fermament. Amb el temps l'endoteli pot restar revestit de leucòcits (pavimentació).

#### Emigració
Els leucòcits fixats emeten uns pseudopodis a la manera de palanca entre les cèl·lules endotelials, s'hi introdueixen i resten entre aquestes i la membrana basal. Finalment, alliberen col·lagenases per trencar-la i aconsegueixen travessar-la.

##### Molècules d'adherència
Són les selectines, les immunoglobulines i les integrines.
Els mediadors inflamatoris activen les selectines, que es troben emmagatzemades en grànuls de Weibel-Palade de les cèl·lules endotelials, i es redistribueixen ràpidament cap a la superfície cel·lular. La ferma adhesió dels leucòcits a l'endoteli es produeix gràcies al canvi conformacional de les integrines.
La transmigració i la sortida de leucòcits estan intercedides per la PCAM-1.

#### Conglomeració
El teixit inflamat conté una acumulació de neutròfils.

#### Quimiotaxi
En la inflamació, els leucòcits és desplacen per quimiotaxi —locomoció orientada segons un gradient químic— cap a la zona de lesió. L'augment del calci intracel·lular provoca la contracció dels filaments d'actina i miosina en una zona del citoplasma permetent la diapedesi leucocitària. També augmenten l'adherència i l'afinitat pel receptor de les molècules.
En la inflamació apareixen principalment leucòcits polimorfonuclears i en menor quantitat monòcits. Els leucòcits polimorfonueclears predominen més al principi, però en les fases finals predominen més els monòcits, que tenen una vida mitjana més llarga i són més resistents a l'agent inflamatori.
Les substàncies quimiotàctiques poden ser productes bacterians, components del complement, metabòlits de l'àcid araquidònic, components lisosomals o citocines.

#### Fagocitosi
- Reconeixement i fixació de l'agent inflamatori: els agents són reconeguts quan estan coberts d'opsonines que s'uneixen directament a receptors de leucòcit.
- Recobriment de la partícula per mitjà de pseudopodis fins que es forma un fagosoma. Mentrestant el monòcit i leucòcit es desgranula.
- Destrucció o degradació del material fagocitat: mitjançant mecanismes oxidatius, que es produeixen al lisosoma o per mitjà d'enzims proteolítics del fagolisosoma. Si les enzims lisosòmics no són capaces de destruir l'agent, aquest es multiplica i indueix lesió tissular i necrosi.

## Evolució de la resposta inflamatòria aguda

### Destrucció de l'agent inflamatori
- Si no existeix lesió tissular:
  - Resolució.
  - Organització de l'exsudat.

- Si existeix lesió tissular:
  - Regeneració: se substitueixen cèl·lules mortes mentre que seguisca intacte l'armadura conjuntiva.
  - Reparació: se substitueix el teixit per teixit cicatricial.

### Persistència de l'agent inflamatori
- Abscesificació.
- Inflamació crònica.

En cas de no resolució es drenen també els bacteris i s'estén la infecció per via limfàtica: limfangitis (inflamació dels vasos limfàtics) i limfadenitis (inflamació dels ganglis limfàtics).

### Exsudat
Líquid extravascular de caràcter inflamatori que presenta alta concentració de proteïnes i moltes restes cel·lulars. La seua presència indica que s'ha produït una alteració significativa en la permeabilitat normal dels vasos de petit calibre de la zona de la lesió.

### Transsudat
Líquid amb baixa quantitat de proteïnes i poques restes cel·lulars. És un ultrafiltrat del plasma i és degut al desequilibri hidroestàtic a través de l'endoteli vascular sent normal la permeabilitat.

### Tipus d'inflamació segons l'exsudat
Depèn del lloc, de l'agent inflamatori, de la intensitat i de la duració de la reacció inflamatòria.
- Tipus 1: inflamació serosa: immediata, de mínima duració. L'exsudat conté poques proteïnes i poques cèl·lules. Existeix poca lesió tissular. Ocorre sobre les seroses de l'organisme.
- Tipus 2: inflamació fibrinosa: l'exsudat conté molta fibrina que s'ha format un cop ha eixit a partir del fibrinogen. El més favorable és que es degrade pel sistema fibrinolític.
- Tipus 3: inflamació purulenta: produïda per gèrmens productors de pus, substància amb alta quantitat de polimorfonuclears (PMN) morts o vius i gran quantitat de gèrmens que li donen una consistència més o menys líquida). Si apareix limitada, rodejada per processos de reparació, és denominada abscés i té poc de risc de disseminació. Si no té límits definits i es difon pels teixits destruint-los, és denominada flegmó (generalment produït per gèrmens més virulents i productors de hialuronidasa). Si ocorre en l'interior de cavitats, sia flegmó sia abscés, és denominada empiema. Mentre existisca pus, no s'ha produït la curació. Pot ocórrer que drene de manera natural o que s'òbriga de forma espontània. Per evitar això es drena de forma artificial.
- Tipus 4: inflamació mucosa o mucinosa: en òrgans amb glàndules productores de mucositat (respiratòria i digestiva) on l'exsudat en conté.
- Tipus 5: inflamació hemorràgica: de color roig intens, causada per infeccions greus o enzims endògens (com per exemple, pancreatitis necrohemorràgica).
- Tipus 6: inflamació eosinofílica: exsudat amb molts eosinòfils que apareix quan l'antigen és un protozou.
- Tipus 7: inflamació monocitària: exsudat constituït per limfòcits, monòcits i cèl·lules plasmàtiques, sense ser una inflamació crònica.
- Tipus 8: inflamació ulcerosa: en òrgans amb llum la inflamació es pot desprendre deixant un buit anomenat úlcera, el qual es produeix sobretot a l'intestí.

## Resolució de la inflamació

### Context i inici de la resolució
Per evitar la progressió de la inflamació aguda a la inflamació crònica persistent, cal resoldre la reacció inflamatòria.
La resposta inflamatòria aguda acostuma a tenir una durada de pocs dies, en els quals es pot eliminar l’agent inductor que provoca l’estímul i es pot entrar en la fase de resolució fent que el teixit inflamat recuperi la seva homeòstasi.
Antigament, es creia que la resolució de la inflamació era un procés passiu, però els treballs de les últimes dècades revelen que la resolució de la inflamació és un procés molt actiu,  en què tenen lloc una cascada de processos complexes i estrictament regulats per suprimir i extingir la reacció inflamatòria i per restaurar la integritat i la funció dels teixits.
La resolució de la inflamació és un procés que es produeix en fases superposades. Els principals esdeveniments que tenen lloc són: el catabolisme de senyals proinflamatoris locals i intracel·lulars, la normalització dels gradients de quimiocines i conseqüent limitació o aturada de la infiltració de leucòcits als teixits, la inducció de l’apoptosi en neutròfils i la seva posterior eferocitosi, la transformació dels macròfags activats…
Primer té lloc l’eliminació dels agents nocius que han desencadenat la resposta inflamatòria. Posteriorment, se suspèn la síntesi de mediadors proinflamatoris i es catabolitzen els mediadors restants, aturant així el reclutament de leucòcits i la formació d'edema. A continuació, les cèl·lules immunitàries s'eliminen del teixit. Els leucòcits inflamatoris poden tornar a entrar en la circulació sistèmica, però molts granulòcits i limfòcits afluents pateixen apoptosi o necrosi local i eferocitosi posterior per macròfags derivats de monòcits (MDM) reclutats. Un cop completada l'eferocitosi, els macròfags poden abandonar el lloc inflamat per drenatge limfàtic o també pot tenir lloc una apoptosi local.
Els mediadors  que participen en la resolució solen ser produïts per cèl·lules immunitàries i estromals, i poden promoure alguns dels esdeveniments claus de la resolució. Aquests mediadors poden ser alliberats al lloc de la inflamació o es poden produir en llocs distants i després arribar al lloc de la inflamació, on exerceixen el seu efecte mitjançant l'activació de receptors específics.

### Mediadors antiinflamatoris o de resolució
Un cop s'ha aconseguit eliminar, o bé ha finalitzat, l’estímul inductor de la inflamació, s'activen els mediadors antiinflamatoris mitjançant diferents mecanismes, segons la seva naturalesa. En general, el que fan aquestes molècules és millorar l'eliminació de microbis, residus i cèl·lules mortes, augmentar l'eferocitosi per sufocar la inflamació persistent, limitar la necrosi dels teixits i promoure la reparació.

#### Mediadors lipídics
Els mediadors lipídics es coneixen com mediadors lipídics proresolutius especialitzats (SPM) o immunoresolvents, i deriven d'àcids grassos poliinsaturats essencials (PUFA). Des de l'inici del procés d'inflamació, els SPM arriben ja sigui transportats pel flux sanguini o produïts dins del teixit inflamatori i combinen les seves accions per orquestrar l'inici i el final de la resolució de la inflamació a través de diferents vies biosintètiques i cèl·lules diana, fent senyalitzacions mitjançant receptors acoblats a proteïnes G (GPCR).
Els diversos tipus de mediadors que pertanyen a aquest grup són: 
- Les lipoxines (LX) deriven dels icosanoides gràcies a un mecanisme de lipo-oxigenació[10] mitjançant l'acció de les lipoxigenases.[11] La seva biosíntesi es produeix principalment en cèl·lules epitelials, endoteli vascular i leucòcits,[11] i tenen com a objectiu principal limitar el reclutament i l'activació de PMN al lloc d’inflamació, estimulant l'eferocitosi, així com la quimiotaxi dels monòcits, promovent el desplaçament fenotípic dels macròfags cap a M2 i l'alliberament de citocines antiinflamatòries.[11] S'han descrit dos tipus de lipoxines, LXA4 i LXB4, que són isòmers posicionals[11] els quals es diferencien principalment perquè LXA4 exerceix la seva acció unint-se al receptor 2 del pèptid formil del receptor acoblat a proteïna G (FPR2/ALX),[11] mentre que LXB4 no té cap receptor similar descrit.[11]
- Les resolvines deriven dels àcids grassos ω-3 EPA i DHA, formant resolvines de la sèrie E (RvE) i la sèrie D (RvD), respectivament.[10] Les resolvines de la sèrie E són 4 (RvE1, RvE2, RvE3 i RvE4), mentre que les resolvines de la sèrie D són 7 (RvD1, 17R-ResolvinD1, RvD2, RvD3 i 17R-Resolvin D3, RvD4, RvD5), i es diferencien segons el número de grups hidroxils (OH) que presenten i la seva posició dins la molècula. Les resolvines tenen 4 efectes principals, que són inhibir la producció de mediadors proinflamatoris, millorar l'eliminació de quimiocines proinflamatòries, promoure el reclutament de monòcits i l'eliminació de fagòcits a través del sistema limfàtic i limitar la migració i la infiltració de PMN.[10]
- Les protectines són un petit grup format per protectina D1 (quan opera en teixits perifèrics) i neuroprotectina D1 (quan opera al teixit cerebral). PD1/NPD1 té propietats neuroprotectores al cervell, la retina i el sistema nerviós central (SNC).[10] Principalment, regulen la infiltració de PMN (per reduir el dany tissular), però s'ha vist que també poden induir la regeneració del nervi corneal i estimular la diferenciació de cèl·lules mare cardíaques i neuronals.[12]
- Les maresines es biosintetitzen a partir de DHA mitjançant la 12-lipoxigenasa (12-LOX) pels macròfags,[11] d’aquí el seu nom, que és un acrònim de Macrophage Mediators in Resolving Inflammation. Els nivells d'expressió de 12-LOX canvien segons el fenotip dels macròfags (M0, M1, M2); així, l'alliberament de maresines polaritza el seu fenotip de M1 a M2 per exercir la seva acció biològica que es dona mitjançant la unió i activació del receptor 6 acoblat a proteïna G (LGR6).[11] Aquest receptor es presenta sobretot en fagòcits, per tant, en unir-se el que fan és estimular la fagocitosi i l'eferocitosi (provocant un augment de l'AMPc  per promoure el canvi de fenotip en els macròfags), disminuir la infiltració de PMN, i augmentar la regeneració dels teixits.[11]
- Els SMP derivats de n3-DPA (RvDn-3 DPA, MaRn-3 DPA i PDn-3 DPA) comparteixen les potents accions dels SPM derivats de DPA i EHA en la resolució de la inflamació sistèmica i la neuroinflamació.[10]
- Els cisteinil-SPM (cys-SPM) són un grup format per tres sèries de SPM, cadascun amb tres membres bioactius: conjugats de maresina en regeneració de teixits (MCTR), conjugats de proteïna en regeneració de teixits (PCTR) i conjugats resolutius en regeneració de teixits (RCTR).[10]

#### Mediadors proteics
Els nivells dels mediadors proteics es veuen incrementats en l’inici de la resolució. Entre aquests hi destaquen:
- L'annexina A1 és alliberada per Mφ i s'ha demostrat que imita les accions antiinflamatòries dels glucocorticoides en molts models experimentals d'inflamació, bloqueja la migració de leucòcits, inhibeix la síntesi d'icosanoides i l’apoptosi.[13] A més, destaca per promoure la fagocitosi no flogística dels PMN apoptòtics.[13]
- L’IL-10 és una citocina secretada per monòcits, macròfags, mastòcits, limfòcits T (tant Th1 com Th2) i B i cèl·lules dendrítiques.[14] En la resolució, el seu paper principal és la supressió funcional de les cèl·lules inflamatòries,[14] degut a que inhibeix la producció d'IL-2 i la proliferació cel·lular, així com la fosforilació de la tirosina CD28 en la senyalització; regula l’expressió del supressor de la senyalització de citocines (SOCS)-3, i és un supressor de la producció d'òxid nítric (NO).[14]
- La galectina-1 s'uneix al disacàrid comú [Galβ(1-4)-GlcNAc] tant en N - i O -glicans que decoren els glicoconjugats de la superfície cel·lular.[15] El seu paper en la resolució de la inflamació és neuroprotector, ja que té com a dianes molècules que activen la microglia (per tant, la desactiva) i, a més, té la capacitat d’induir la regeneració axonal en lesions medul·lars.[15] Aquest efecte és mediat per la Gal-1 gràcies a que accelera el canvi de fenotip de la microglia de M1 –inflamatòria i degenerativa– a M2  –antiinflamatoria i regenerativa– i per augmentar la capacitat fagocítica de la mielina per evitar més dany.

#### Gasos
La senyalització gasosa també pot promoure la resolució de la inflamació. Alguns exemples de molècules de senyalització gasoses inclouen H2S i CO, que es dissolen en fluids extracel·lulars i poden difondre a través de les membranes cel·lulars per afectar directament la funció cel·lular.
- El sulfur d'hidrogen (H2S) està implicat en una varietat de trastorns inflamatoris i vasculars, associats amb la senyalització pro- i anti-inflamatòria.[17] En quant a la senyalització antiinflamatòria, té un paper important en la regulació de la funció dels macròfags, afavorint l'eliminació de l'infiltrat de leucòcits (reducció de l'adhesió i rodament dels leucòcits circulants) i reduint els nivells de TNF-α[17] induïts per l’antigen.
- El monòxid de carboni (CO) és una molècula de senyalització cel·lular amb propietats antiinflamatòries en diversos processos fisiològics i fisiopatològics.[18] Els macròfags de tipus pro-resolució es caracteritzen per l'expressió de l'enzim hemoxigenasa 1 (HO1), que produeix CO durant la degradació del grup hemo. El CO podria contribuir a les funcions antiinflamatòries de HO1 limitant la infiltració de leucòcits als llocs inflamatoris i suprimint la producció de citocines,[16] de manera que ajuda a escurçar el temps per aconseguir la resolució completa de la inflamació.[16] A més, CO també augmenta els nivells de SPM, cosa que indica que les diferents vies de senyalització favorables a la resolució estan estretament entrellaçades.[16]

### Disminució dels mediadors químics
Els mediadors químics de la inflamació es regulen mitjançant un mecanisme switch, de manera que durant l'activació del procés de resolució de la inflamació, disminueixen els mediadors proinflamatòris i augmenten els antiinflamatòris. Aquest canvi es produeix principalment mitjançant mecanismes reguladors postranscripcionals, com els que restringeixen l'estabilitat i/o la traducció de diversos ARNm.
La desaparició de l'estímul inductor i la desactivació de les vies de senyalització implicades principalment provoquen un canvi en el perfil dels factors de transcripció expressats per les cèl·lules que participen en el procés inflamatori. Com a resultat, alguns gens que estaven sent transcrits durant la fase aguda deixen de ser-ho. Seguidament, tots els ARNm restants són aturats o degradats per evitar la continuació de la producció de mediadors proinflamatoris mitjançant sistemes de degradació de mRNA. Aquesta disminució de la producció de mediadors també es veu influenciada per la curta vida mitjana dels mediadors proinflamatoris, la qual cosa facilita una reducció ràpida dels nivells de mediadors una vegada s'ha aturat la síntesi.
Addicionalment, també poden intervenir diverses molècules o compostos per afavorir la disminució dels mediadors proinflamatoris, tals com: 
- Les Resolvines: citocines proinflamatòries com TNF-α i IL-1β poden limitar l'eferocitosi mitjançant l'augment de ROS als macròfags.[8] Per això, una de les funcions de les resolvines (específicament de RvD1, en aquest cas) és limitar l’expressió d’aquestes citoquines per rescatar l'eferocitosi defectuosa.[8] Per tant, les accions de RvD1 per limitar l'alliberament de factors proinflamatoris també poden ajudar a la seva capacitat per millorar l'eferocitosi.[8] Igualment, presenta altres mecanismes pels quals favoreix aquest procés, com la seva capacitat per regular els mecanismes epigenètics[8] dels macròfags, o un panell de miRNAs que podrien contribuir a la fagocitosi, l'eferocitosi i la resolució de la inflamació,[8] entre d'altres. Aquesta RvD1 s'uneix i senyalitza a través d'un GPCR anomenat ALX/FPR2.[8]
- Els cys-SPM: tenen la capacitat de regular, ja sigui positiva o negativament, vies i transcripcions de diferents factors inflamatoris a través de TRAF3 en MΦ, que controla les vies de senyalització del receptor Toll-like (TLR) i del receptor del factor de necrosi tumoral (TNFR)[19] i, per tant, és essencial per a la contraregulació de l'activació de TRAF6 i NF-κB, així com per a la inducció de la interleucina-10 (IL-10).[19]
- La IL-10: inhibeix la producció de citocines dels Th1 i Th2 mitjançant la inhibició dels coestimuladors proporcionats per molècules a les cèl·lules presentadores d'antigen (APC) per a l'activació de cèl·lules T helper. Per tant, inhibeixen l'activitat coestimuladora dels macròfags, ja que d’aquesta manera els limfòcits T no responen a l'antigen, no proliferen i no produeixen citocines. Tanmateix, és un factor important en la inducció de l'expressió d'ARNm de SOCS-3 en monòcits, important per a la supressió de la senyalització de citocines proinflamatòries (com TNF-α, IL-6 i GM-CSF). Com a conseqüència, IL-10 inhibeix la supervivència dels eosinòfils. A més, la IL-10 inhibeix l'expressió dels gens induïts per IFN-γ IP-10 i ICAM-1, evitant la fosforilació de tirosina associada a IFN-γ de STAT-1.[14]
- Antagonistes IL-1RA: la interleucina-1 (IL-1) és una citoquina amb un gran potencial inflamatori, per la qual cosa no ha de romandre molt de temps activa, ja que el marge estret que existeix entre els seus efectes beneficiosos en la resposta immunitària i els seus efectes nocius poden conduir a la toxicitat.[20] Per tant, el temps d'activitat de la IL-1 està regulat per l'antagonista endogen dels receptors de IL-1 (IL-1RA), que bloqueja els receptors IL-1, evitant així una inflamació sistèmica.L'evidència addicional en macròfags de ratolí ha suggerit que la IL-10 pot regular a l'alça l'antagonista específic de la IL-1R, potencialment en associació amb, o com a resultat, de la regulació positiva de SOCS-3.[14]
- L'àcid linoleic conjugat: els isòmers d'àcid linoleic conjugat (CLA) exerceixen una influència, tant en la producció d'àcid araquidònic (AA) com en la promoció de l'oxidació peroxisòmica, una via clau en el catabolisme d'icosanoides. De manera que el CLA pot exercir una influència directa sobre l'expressió de mediadors inflamatoris en reduir els nivells d'AA, alterant la relació DHA/AA, la qual cosa pot esdevenir en l'afectació de la formació d'icosanoides derivats de l'AA i l'activació del seu catabolisme.[21]

- El Resveratrol: aquesta fitoalexina ha demostrat la seva capacitat per modular diversos mediadors cel·lulars i moleculars de la inflamació a través de mecanismes complexos, que involucren múltiples vies de transducció de senyals, encara no del tot coneguts.[22] El resveratrol té la capacitat de induir una supressió dosis dependent de IL-1α, IL-6  i TNF-α , a la vegada que regula negativament tant l'expressió d'ARNm com la secreció de proteïnes d'IL-17 in vitro.[23] A més, el resveratrol pot bloquejar les cascades de senyalització NF-kB p65 i MAPK, in vivo, mitjançant la regulació negativa de l'expressió d'ARNm dels gens implicats en aquestes vies.[22]

### Efectes de la resolució
La resolució de la inflamació és un procés crucial per restablir l’homeòstasi del teixit després d'una lesió inflamatòria. Aquesta resolució implica diversos efectes beneficiosos. Els processos de resolució de la inflamació ajuden a reduir l'activitat inflamatòria excessiva en el teixit afectat.

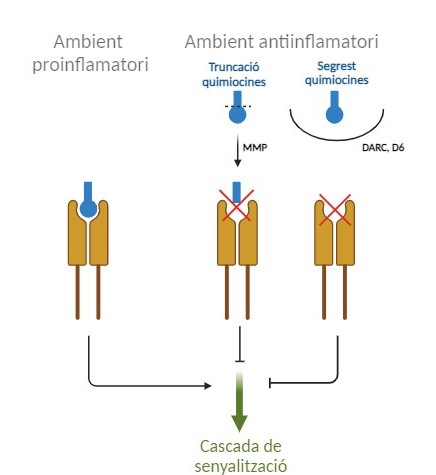
Inhibició de la senyalització de quimiocines en un ambient antiinflamatori

#### Inhibició de la senyalització de les quimiocines
Les quimiocines són senyals moleculars responsables de guiar i dirigir la migració dels leucòcits cap a les zones inflamades i, per tant, la reducció o inhibició de la seva senyalització és essencial per facilitar el retorn a l’homeòstasi i la resolució de la inflamació, ja que d’aquesta manera té lloc la supressió de l’afluència continua de neutròfils cap als teixits inflamats.
L’organisme pot recórrer a diferents mecanismes perquè tingui lloc aquesta anul·lació de la senyalització de les quimiocines i el posterior bloqueig de la infiltració tissular continuada per part dels neutròfils:
- Truncació de les quimiocines per proteòlisi: Les metal·loproteïnases dels macròfags poden inhibir la capacitat de les quimiocines CXC i CC per atreure neutròfils i monòcits respectivament. La MMP12 s'encarrega de truncar les quimiocines CXC pel seu motiu ELR, el qual és crucial pel per la unió de receptors i el reclutament de neutròfils. La truncació de quimiocines dependents de MMP també afecta les quimiocines CC. La quimiocina CCL7 escindida segueix unint-se als receptors CCR1, CCR2 i CCR3, però no pot induir la senyalització descendent i la quimiotaxi, de manera que quan CCL7 està truncada actua com un antagonista general que atenua la inflamació.[24]

- Segrest o captació de les quimiocines: Els receptors de quimiocines posseeixen un motiu conservat DRY en el segon bucle intracel·lular que intervé en l’acoblament de les proteïnes G. Hi ha uns receptors anomenats receptors decoy, que manquen d’aquest motiu DRY i poden segrestar les quimiocines evitant l’inici d’una cascada de senyalització. DARC i D6 funcionen com a receptors decoy que ajuden a modular la resposta inflamatòria en regular la disponibilitat i l'activitat de les quimiocines en els teixits, contribuint així a l'homeòstasi del sistema immunitari.[24]
  - DARC:  és un receptor de quimiocines que s'expressa principalment en els eritròcits i en les cèl·lules endotelials. Actua com a receptor “dipòsit” unint-se a diverses quimiocines (com ara les CXC o CC) i regulant la seva disponibilitat en la circulació, modificant així la resposta inflamatòria.[24]
  - D6: és un altre receptor atípic de quimiocines que s'expressa en cèl·lules endotelials i en alguns tipus de cèl·lules immunitàries. Té la capacitat de unir-se i eliminar un rang més ampli de quimiocines proinflamatòries, actuant com a "receptor de captura" que ajuda a regular la concentració de quimiocines en els teixits i a prevenir una resposta inflamatòria excessiva. La manca de D6 pot portar a una resposta inflamatòria desregulada i a l'acumulació de cèl·lules inflamatòries en els teixits.[24]

#### Eliminació dels neutròfils del lloc de la lesió
Per recuperar l’homeòstasi als teixits, cal aturar el reclutament de neutròfils i eliminar-los de la zona de la lesió.
Els processos que condueixen a l'eliminació de neutròfils inclouen l'apoptosi i l'eferocitosi local, l'eliminació a través dels vasos limfàtics mitjançant el vessament a la superfície luminal de l'òrgan inflamat i la quimiotaxi retrògrada a la circulació sistèmica.

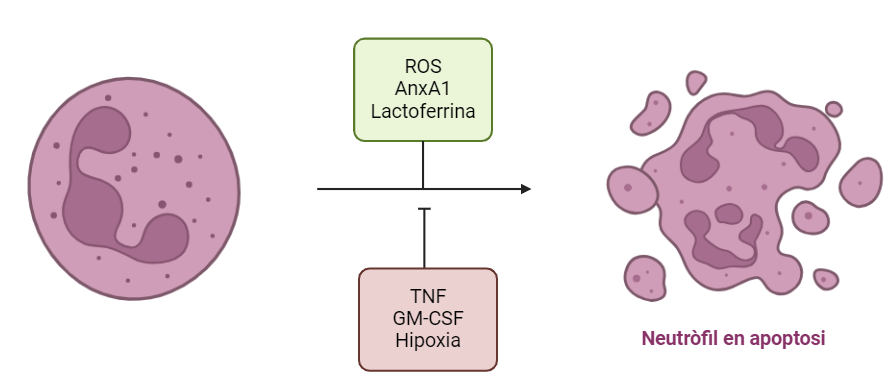
Factors que influeixen en la vida útil dels neutròfils en un entorn inflamatori.

La vida útil dels neutròfils pot ser modificada per l’entorn inflamatori, l’equilibri entre la seva supervivència i apoptosi està controlat per una xarxa complexa de factors de senyalització que poden tenir efectes contraris segons la seva concentració.

##### Factors que prolonguen la vida útil dels neutròfils
- Lligands de receptors de la mort. En el cas dels macròfags, secreten lligands de receptors de mort com el lligand Fas i el TNF que promouen la supervivència dels neutròfils a baixes concentracions i la seva mort a concentracions més elevades.[24]
- Btk. És un regulador negatiu de l’activació de NADPH, que s'associa amb la supervivència dels neutròfils, de manera que neutròfils amb deficiència de Btk presenten nivells més elevats de producció de ROS impulsats per una activació excessiva de NADPH i PI3K.[24]
- La hipòxia. Encara que es coneix que la lesió hipòxica indueix reaccions inflamatòries massives, s'ha vist que la hipòxia dels teixits també pot contribuir en la resolució de la inflamació mitjançant canvis en la transcripció gènica a través del factor induïble d’hipòxia 1 (HIF-1). HIF-1 indueix canvis en el metabolisme de leucòcits fent que en lloc d’obtenir energia utilitzant l’oxigen, n’obtinguin a patir de la glicòlisi. A més, HIF-1 governa el metabolisme i els efectes de l'adenosina. L’adenosina extracel·lular és un agent antiinflamatori capaç d’activar els quatre receptors d’adenosina. L’eliminació d’HIF-1 provoca un deteriorament de l'agregació de cèl·lules mieloides, la motilitat i la mort bacteriana.[6]
- Factor estimulant de colònies de granulòcits i macròfags (GM-CSF). Se’l reconeix generalment com a citocina inflamatòria. És produït per diferents cèl·lules, com ara macròfags, cèl·lules endotelials, cèl·lules epitelials alveolars i cèl·lules T. La seva producció pot estar regulada per citocines, antígens o altres agents inflamatoris i té un paper dominant en la supervivència, proliferació, diferenciació i funció de les cèl·lules del llinatge mieloide.[25]

##### Factors que limiten la vida útil dels neutròfils
- Fosfoinositid-3-cinasa (PI3k). Regula la producció d’espècies reactives d’oxigen (ROS), limita la supervivència cel·lular i desencadena l'apoptosi dels neutròfils.
- Mediadors segregats per neutròfils apoptòtics que inhibeixen el reclutament d'altres neutròfils atenuant la inflamació: 
  - Annexina A1. És una proteïna abundant al citosol dels neutròfils. Quan aquesta s'activa, es trasllada a la membrana plasmàtica dels neutròfils, on interacciona amb el receptor del pèptid formil 2 (FPR2/ALX) per moderar l’adhesió i migració de leucòcits. L’annexina A1 també promou l’apoptosi dels neutròfils i la seva eliminació per part dels macròfagss
  - Lactoferrina. És una altra proteïna derivada dels neutròfils. Es troba dins dels seus grànuls secundaris i quan s'allibera s'uneix a receptors específics que desencadenen senyals intracel·lulars mediats per MAPK, que és important en la remodelació del citoesquelet i l'adhesió cel·lular. Això no obstant, depenent de la saturació de ferro, la lactoferrina pot tenir un efecte de supervivència.[24]

La mort cel·lular es produeix de diverses maneres, incloses l'autofàgia, excitotoxicitat, la necrosi… L’eliminació regulada de les cèl·lules apoptòtiques condueix a l’aturada de l’activitat cel·lular immune i la consegüent inhibició de les respostes inflamatòries.
Els neutròfils apoptòtics són eliminats pels macròfags per eferocitosi. Els propis neutròfils expressen factors que permeten que els macròfags els trobin i puguin fagocitar-los. Durant l’apoptosi, la cèl·lula moribunda perd l’expressió de molècules a la seva superfície com per exemple CD31 i CD47 i augmenta l’expressió de senyals de trobada. Els principals factors de trobada que s'han identificat són: esfingosina 1-fosfat (S1P), fractalquina (CX3CL1) i els nucleòtids ATP i UTP. Per altra banda, els marcadors que indiquen que han de ser fagocitats són molècules exposades a la membrana cel·lular o molècules ja presents que han patit modificacions durant el procés d’apoptosi. El senyal més conegut és la fosfatidilserina (PS), que se situa en la membrana externa de la cèl·lula apoptòtica perquè aquesta sigui fagocitada.
La interacció entre els macròfags residents en teixits i aquests senyals garanteix que les cèl·lules apoptòtiques s'eliminin de manera eficient del teixit abans de la ruptura de la membrana i l’alliberament de mediadors histotòxics que podrien perpetuar la resposta inflamatòria.

#### Polarització dels macròfags
Els macròfags tenen una sorprenent plasticitat funcional i fenotípica que es fa evident durant la fase de resolució de la inflamació. Després de l'eferocitosi de neutròfils apoptòtics, els macròfags desactiven la producció de citocines proinflamatòries i mediadors lipídics i engeguen un programa transcripcional antiinflamatori caracteritzat per l'alliberació de citocines antiinflamatòries com la IL-10 i TGF-β que promou la reparació tissular i la supressió de la inflamació.
Els macròfags poden tenir diverses funcions i un fenotip determinat d’acord amb el seu entorn inflamatori i en funció dels senyals que reben:
- Macròfags proinflamatoris (M1), activats clàssicament.[6] Produeixen espècies reactives d’oxigen, alts nivells de citocines proinflamatoris com ara TNF-α o IL-1β i promouen respostes que activen limfòcits Th1. Tenen preferiblement un metabolisme glicolític.[26]
- Macròfags antiinflamatoris o resolutius (M2), activats alternativament.[6] Secreten citocines antiinflamatòries, tenen una gran capacitat eferocítica i produeixen col·lagen i altres proteïnes que promouen i permeten la reparació tissular. Utilitzen principalment el metabolisme oxidatiu per generar ATP.[26]

Els M1 són induïts per citocines proinflamatòries com ara LPS o IFN-γ, mentre que els M2 són estimulats per citocines antiinflamatòries com IL-4 o IL-13.

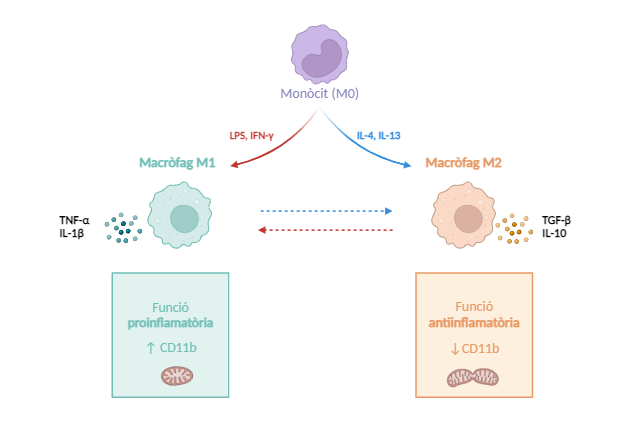
Polarització dels macròfags

L'expressió de CD11b en macròfags pot ser dinàmica i estar influenciada per l'estat d'activació i la funció específica dels macròfags en un determinat microambient tissular. És important considerar que l’expressió de CD11b no és exclusiva d’un subtipus de macròfags, però els macròfags M1 acostumen a tenir una major expressió de la integrina CD11b, ja que aquesta té un paper important en la resposta immunitària innata i en el procés de fagocitosi.
El dinamisme mitocondrial i l’acció de la fissió o fusió podrien participar en les respostes pro o antiinflamatòries dels macròfags, ja que un fenotip mitocondrial fragmentat pot contribuir favorablement a la funció resolutiva dels macròfags després de l’activació inflamatòria.

### Importància terapèutica de la resolució de la inflamació
Tradicionalment, els tractaments per a la inflamació s'han centrat en dues estratègies: suprimir els factors que la causen (com els AINES o l’ablació de citocines proinflamatòries) o actuar directament com antiinflamatoris (per exemple els glucocorticoides). No obstant això, el desenvolupament de fàrmacs que promoguin o  emulin les vies endògenes de prorresolució es planteja com un tractament complementari o potencialment superior que a més de regular la inflamació restauri la funció.
Un exemple de l’ablació de les citocines proinflamatòries són els inhibidors farmacològics de l'activitat de la IL-1, els quals proporcionen una reducció ràpida i sostinguda de la gravetat d'una àmplia gamma de síndromes inflamatòries. Aquest mecanisme d'acció és la base de diversos medicaments autoritzats pel tractament de malalties autoinflamatòries, com el Rilonacept, l'Anakinra i el Canakinumab.
Malgrat els avanços en la comprensió dels processos centrals en la resolució de la inflamació (inclòs el catabolisme dels mediadors pro inflamatoris, l'amortiment de la senyalització posterior, l'apoptosi i la eferocitosis de les cèl·lules inflamatòries i la seva regulació), encara queden desafiaments importants. Un dels principals reptes és abordar la pèrdua de la funció tissular. Addicionalment, la complexitat de les vies de resolució, que són heterogènies i específiques de cada teixit i estímul, planteja interrogants sobre l'efectivitat d'un únic tractament prorresolució per múltiples estats patològics.
S'han identificat diverses estratègies prometedores; no obstant això, és necessari desenvolupar models humans de resolució inflamatòria per a validar la seva eficàcia.

## Inflamació crònica
Es caracteritza per una durada prolongada, dany tissular reparat per teixit de cicatrització, angiogènesi, fibrinòlisi i infiltrat de cèl·lules com monòcits, limfòcits i cèl·lules plasmàtiques.
És deguda a la persistència de l'agent inflamatori o a agents inflamatoris que des del principi produeixen inflamació crònica (formes primàries).
La cèl·lula fonamental és el monòcit, que conté abundants lisosomes que degraden millor els neutròfils. Són més actius sintetitzant i alliberant substàncies a l'exterior.

### Inflamació crònica granulomatosa

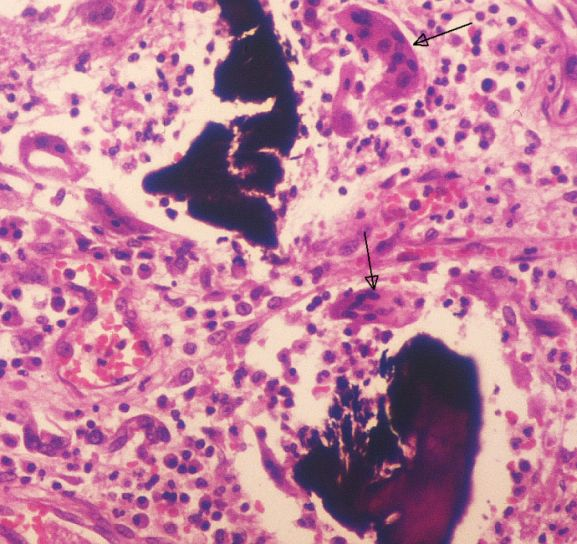
Cèl·lules gegants tipus Langhans. Microscopi òptic. 200X. Tinció d'HE.

És un tipus específic de reacció inflamatòria crònica, que es caracteritza per l'acumulació de macròfags modificats (cèl·lules epitelioides) i que està iniciada per diversos agents infecciosos i no infecciosos. Per a la formació de granulomes és necessària la presència de productes irritants no digeribles, d'una reacció immunitària intercedida per cèl·lules T front a l'agent irritant o d'ambdós.
El monòcit evoluciona a macròfag, que és més actiu i té grànuls més potents, citoplasma més ampli i amb major capacitat de divisió. El macròfag s'activa per resposta a un estímul i es converteix en una cèl·lula més gran, amb un citoplasma més ampli, més reticle endoplasmàtic rugós, més mitocondris i un nucli allargat (cèl·lula epitelioide). El macròfag és sensible a agents inflamatoris que són irritants i difícils de degradar, però que són inerts.
- Granuloma: és una zona local de la inflamació granulomatosa, que consisteix en l'acumulació microscòpica de macròfags transformats en cèl·lules epitelioides, rodejades d'un collar de leucòcits mononuclears, principalment limfòcits i a vegades cèl·lules plasmàtiques. Els granulomes més evolucionats apareixen rodejats de fibroblasts. Amb freqüència les cèl·lules epitelioides es fusionen i formen cèl·lules gegants en la perifèria dels granulomes. Estan constituïdes per una massa de citoplasma que conté vint o més nuclis dispersos per aquest (cèl·lules gegants de tipus cos estrany), si es disposen en la perifèria es denominen cèl·lules gegants tipus Langhans i si són centrals, amb citoplasma vacuolat, es denominen cèl·lules gegants de tipus Touton. Aquestes cèl·lules poden tenir inclusions citoplasmàtiques denominades cossos conquilloides o de Schaumann.

- - Tipus de granuloma.
    - Per cos estrany.
      - Endogen: mucositat, queratina, colesterol, àcid gras, àcid úric…
      - Exogen: freqüentment a causa de l'ús de pròtesis, material quirúrgic, sílex, beril·li…

    - Immunitari: tuberculosi, sífilis, vasculitis, sarcoïdosi, lepra…

- - El granuloma pot anar associat a:
    - Necrosi.
      - Caseosa: produïda per micobacteris.
      - Abscesificada: en la malaltia per esgarrapada de gat, infeccions per bartonel·la…

    - Fibrosi: que limita perfectament el granuloma com ocorre a la sarcoïdosi.
    - Limfòcits i cèl·lules plasmàtiques: rodejant-lo.
    - Altres granulomes: no individuals, sinó fusionats (tuberculosi o brucel·losi).

Quan existeix molta fibrosi es diferencia perfectament el granuloma i es denomina sarcoïdosi: malaltia que afecta principalment el pulmó, ganglis limfàtics, pell conjuntiva, ronyó, etc.
Altres voltes es pot formar un espai amb gas; també poden aparèixer cristalls d'àcid úric, que es dipositen formant aquell granuloma (gota). A la tuberculosi el granuloma es caracteritza per necrosi caseosa central sense inclusions i sense fibrosi, allò que el diferencia de la sarcoïdosi.

## Inflamació de baixa intensitat
La caracterització a nivell molecular de la inflamació ha dut a una aparent contradicció: situacions que mai s'havien definit com a inflamatòries, com la obesitat o l'envelliment, presenten perfils moleculars típics de la inflamació. Això esta portant a una redefinició de la inflamació molt més enllà dels signes cardinals. Tot i que la qüestió no està resolta, podem dir que existeix una inflamació clàssica, induïda principalment per patògens o lesió tissular i que està ben descrita, i d'altra banda situacions en les quals sense cap d'aquests inductors poden aparèixer marcadors d'inflamació. Aquesta resposta és menys severa que una resposta inflamatòria clàssica, però més que l'estrès cel·lular, i ha estat denominada inflamació de baixa intensitat o para-inflamació.

## Malalties inflamatòries
Les malalties i trastorns inflamatòries abasten un gran nombre de malalties humanes. El sistema immunitari està sovint involucrat amb trastorns inflamatoris, demostrats tant en reaccions al·lèrgiques com en algunes miopaties, amb molts trastorns del sistema immunitari que tenen com a resultat una inflamació anormal. Les malalties no immunitàries amb orígens causals en processos inflamatoris inclouen el càncer (en el qual la inflamació és un factor de risc), l'ateroesclerosi (com la malaltia cardíaca isquèmica).